# Secondo (nome)
Secondo  è un nome proprio di persona italiano maschile.

## Varianti
- Maschili: Secondario[1]
  - Alterati: Secondolo[1][2], Secondillo[1], Secondino[1][2]
- Femminili: Seconda[1][2], Secondaria[1]
  - Alterati: Secondola[1], Secondilla[1][2], Secondina[1]

### Varianti in altre lingue
- Catalano: Secund[4], Secundi[4]
- Esperanto: Sekundo
- Francese: Second
- Latino: Secundus[2][3][5]
  - Femminili: Secunda[2]
- Polacco: Sekundus
- Russo: Секунд (Sekund)
- Spagnolo: Segundo[4], Secundo[4], Secundio[4]

## Origine e diffusione
Deriva dal supernomen e poi praenomen romano Secundus, letteralmente "secondo", che in origine veniva attribuito o al secondogenito della famiglia oppure al secondo o più giovane fra due membri omonimi della stessa famiglia (ad esempio nel caso della tradizionale omonimia fra nonno e nipote o, talvolta, anche fra padre e figlio o ancora tra fratelli, e via dicendo). La stessa logica, per maggior chiarezza, fa da sfondo anche a nomi quali Primo, Terzo, Quarto, Quinto, Sesto, Settimo, Ottavio, Nono e Decimo. Da Secundus sono derivati i nomi Secondiano e Secondino, due patronimici (sebbene Secondino venga spesso considerato un semplice diminutivo).
A proposito della sua diffusione, il nome Secondo si riscontra, anche con buona frequenza, un po' in tutta Italia, maggiormente nel Nord e nel Centro, in modo particolare in Piemonte.

## Onomastico

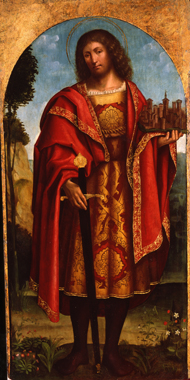
San Secondo di Asti

In genere, l'onomastico si festeggia il 30 marzo (o il 29) in memoria di san Secondo di Asti. Con questo nome si ricordano comunque diversi altri santi, fra i quali, alle date seguenti:
- 5 gennaio, san Secondo, martire in Africa[7]
- 8 gennaio, san Secondo, martire in Grecia[7]
- 9 gennaio, san Secondo, martire con altri compagni in Africa sotto Decio[7]
- 2 marzo, santa Secondilla, martire con altri compagni a Roma sotto Diocleziano[8]
- 24 marzo, san Secondo (o Secondino o Secondolo), martire in Nordafrica con il fratello Romolo[7]
- 6 aprile, san Secondo, martire a Sirmio con altri compagni[7]
- 15 maggio, san Secondo di Avila, studente degli apostoli e missionario in Spagna[7]
- 21 maggio, san Secondo, sacerdote e martire ad Alessandria d'Egitto[7]
- 1º giugno, san Secondo, martire ad Amelia sotto Diocleziano[7]
- 10 luglio, santa Seconda, martire con santa Rufina a Roma[9]
- 30 luglio, santa Seconda, martire a Tuburbo con le sante Massima e Donatilla[3][9]
- 31 luglio, san Secondo, martire con i santi Democrito e Dionigi a Sinnada[6]
- 31 luglio, beato Secondo di Santa Teresa, sacerdote trinitario, martire ad Andújar[6]
- 7 agosto, san Secondo, soldato romano, martire a Como sotto Massimiano[7]
- 26 agosto, san Secondo, soldato della Legione Tebea, martire a Victimulae[6]
- 2 ottobre, san Secondario, martire ad Antiochia[10]
- 19 dicembre, san Secondo, martire con i santi Dario, Zosimo e Paolo a Nicea[6][7]
- 19 dicembre, san Secondo, martire a Nicomedia sotto Diocleziano[7]
- 26 dicembre, beato Secondo Pollo, cappellano militare durante la seconda guerra mondiale, ucciso a Dragali, in Montenegro[6]
- 29 dicembre, san Secondo, martire in Nordafrica con altri compagni[7]

## Persone

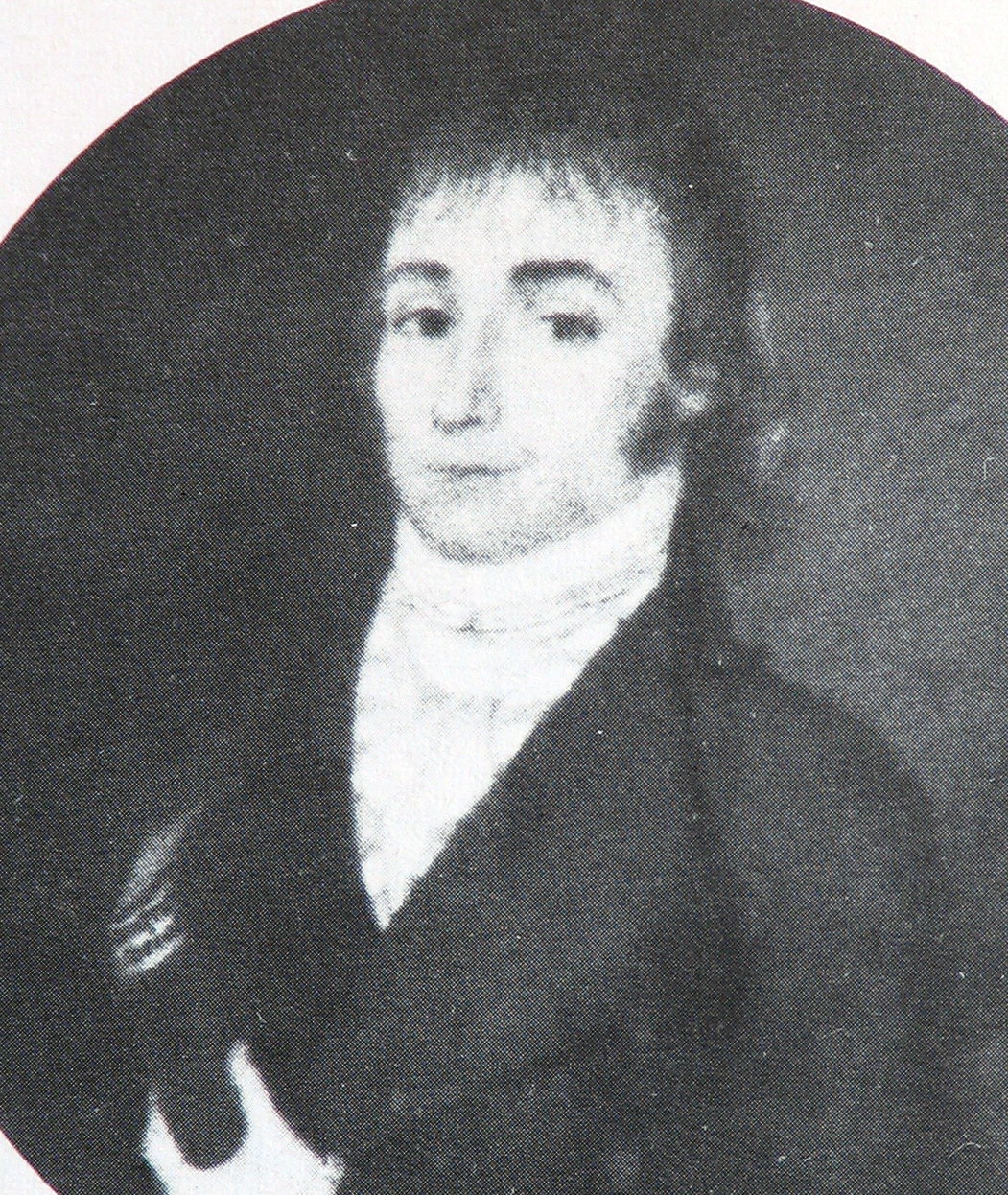
Secondo Arò

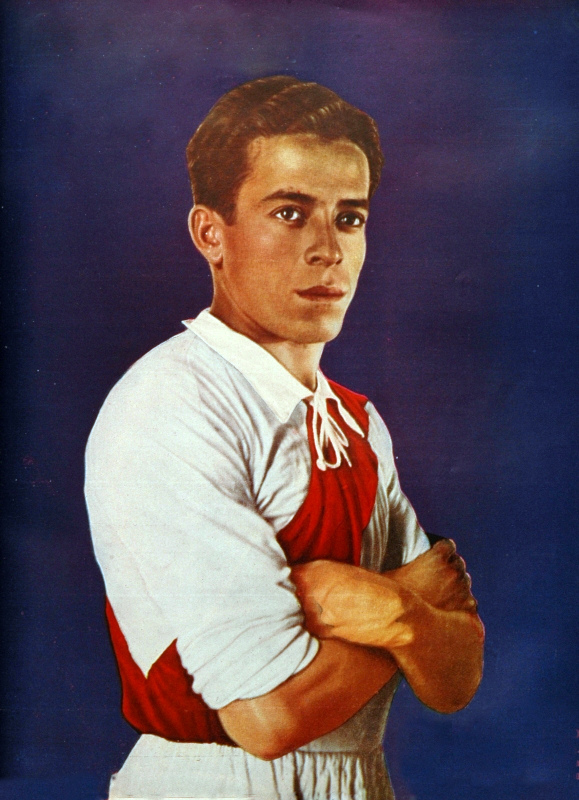
Segundo Castillo Varela

- Secondo, vescovo di Asti del VI secolo
- Saturnino Secondo Salustio, politico e filosofo romano
- Secondo di Asti, santo romano
- Secondo di Non, religioso e storico longobardo
- Secondo Arò, avvocato e patriota italiano
- Secondo Berruti, medico e patriota italiano
- Secondo Bologna, vescovo cattolico italiano
- Secondo Campini, ingegnere aerospaziale italiano
- Secondo Casadei, musicista italiano
- Secondo Franchi, ingegnere e geologo italiano
- Secondo Frola, politico italiano
- Secondo Giorni, pubblicista e operaio italiano
- Secondo Lanfranco, calciatore italiano
- Secondo Magni, ciclista su strada italiano
- Secondo Martinetto, ciclista su strada italiano
- Secondo Pollo, presbitero italiano
- Secondo Tranquilli, vero nome di Ignazio Silone, scrittore italiano

### Variante Segundo
- Segundo Castillo, calciatore ecuadoriano
- Segundo Castillo Varela, calciatore peruviano naturalizzato cileno
- Segundo de Chomón, cineasta spagnolo
- Segundo Durandal, calciatore boliviano
- Segundo Gómez, calciatore argentino
- Segundo Ruiz Belvis, politico portoricano

## Il nome nelle arti
- Principe Secundus, è un personaggio del romanzo e film Stardust, interpretato da Rupert Everett.